# Шанверри
Шанверри (фр. Chanverrie) — коммуна на западе Франции, регион Пеи-де-ла-Луар, департамент Вандея, округ Ла-Рош-сюр-Йон, кантон Мортань-сюр-Севр. Расположена в 14 км к юго-западу от Шоле, в 51 км к северо-востоку от Ла-Рош-сюр-Йона и 58 км к юго-западу от Нанта, в 3 км от национальной автомагистрали А87.
Население (2019) — 5 453 человека.

## История
Коммуна образована 1 января 2019 года путем слияния коммун Ла-Верри и Шамбрето. Центром коммуны является Ла-Верри. От него к новой коммуне перешли почтовый индекс и код INSEE. На картах в качестве координат Шанверри указываются координаты Ла-Верри.

## Достопримечательности
- Шато Буази-Сурди
- Шато Ла-Вашоньер
- Церковь Рождества Богородицы (Notre-Dame-de-la-Nativité) конца XIX века в Шамбрето
- Церковь Святого Максентия в Ла-Верри

## Экономика
Структура занятости населения:
- сельское хозяйство — 8,1 %
- промышленность — 19,8 %
- строительство — 12,9 %
- торговля, транспорт и сфера услуг — 45,2 %
- государственные и муниципальные службы — 13,9 %

Уровень безработицы (2019) — 6,4 % (Франция в целом —  12,9 %, департамент Вандея — 10,5 %). 

Среднегодовой доход на 1 человека, евро (2019) — 21 680 (Франция в целом — 21 930, департамент Вандея — 21 550).

## Администрация
Пост мэра Шанверри с 2020 года занимает Жан-Франсуа Фрюше (Jean-François Fruchet). На муниципальных выборах 2020 года возглавляемый им правый список был единственным.
| Период | Период | Фамилия           | Партия        | Примечания                  |
| ------ | ------ | ----------------- | ------------- | --------------------------- |
| 2019   |        | Жан-Франсуа Фрюше | Разные правые | фермер, бывший мэр Ла-Верри |

## Города-побратимы
- Гермаринген, Германия
- Воловец, Румыния
- Портита, Румыния

## Галерея

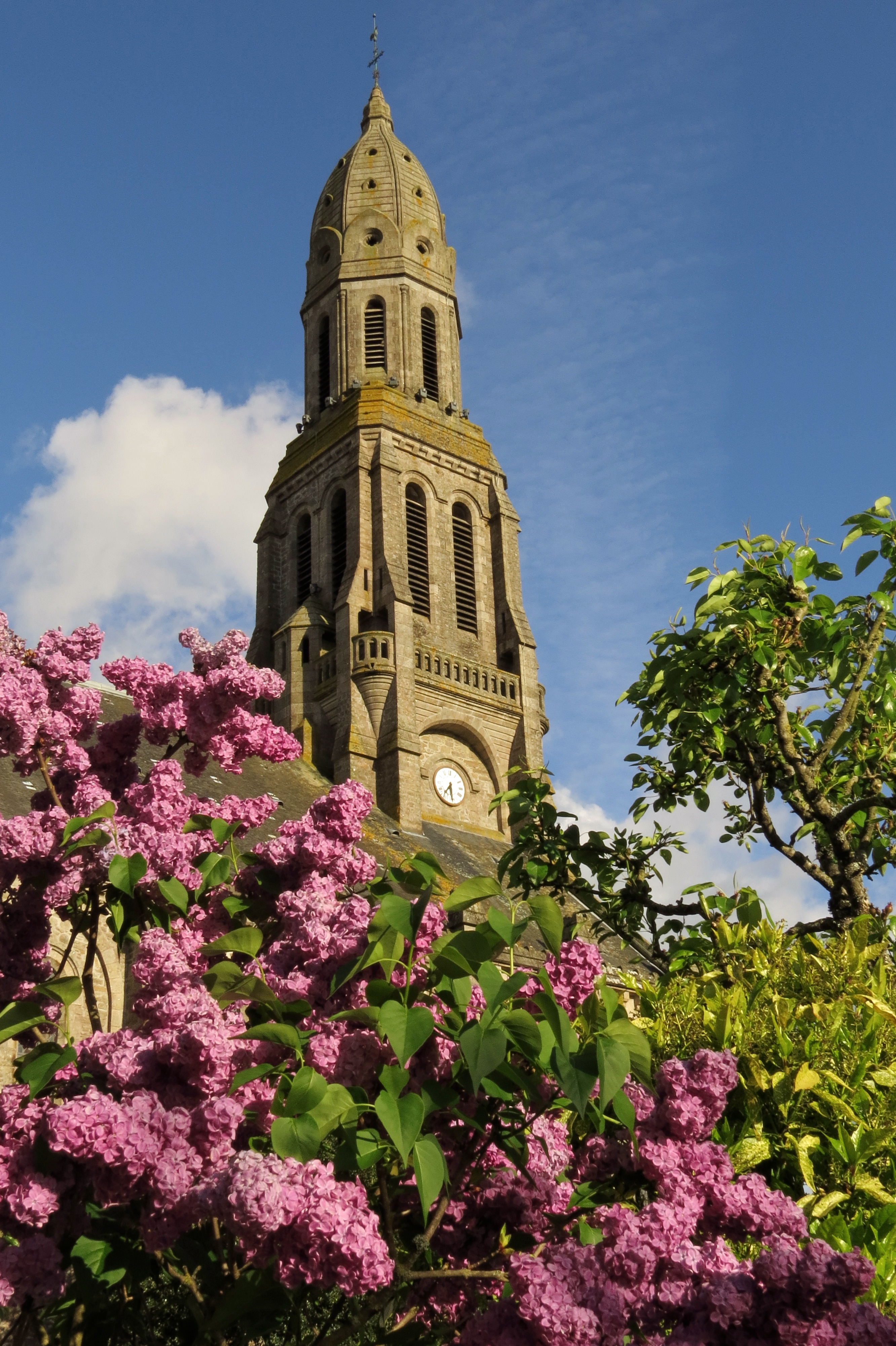
Церковь Рождества Богородицы
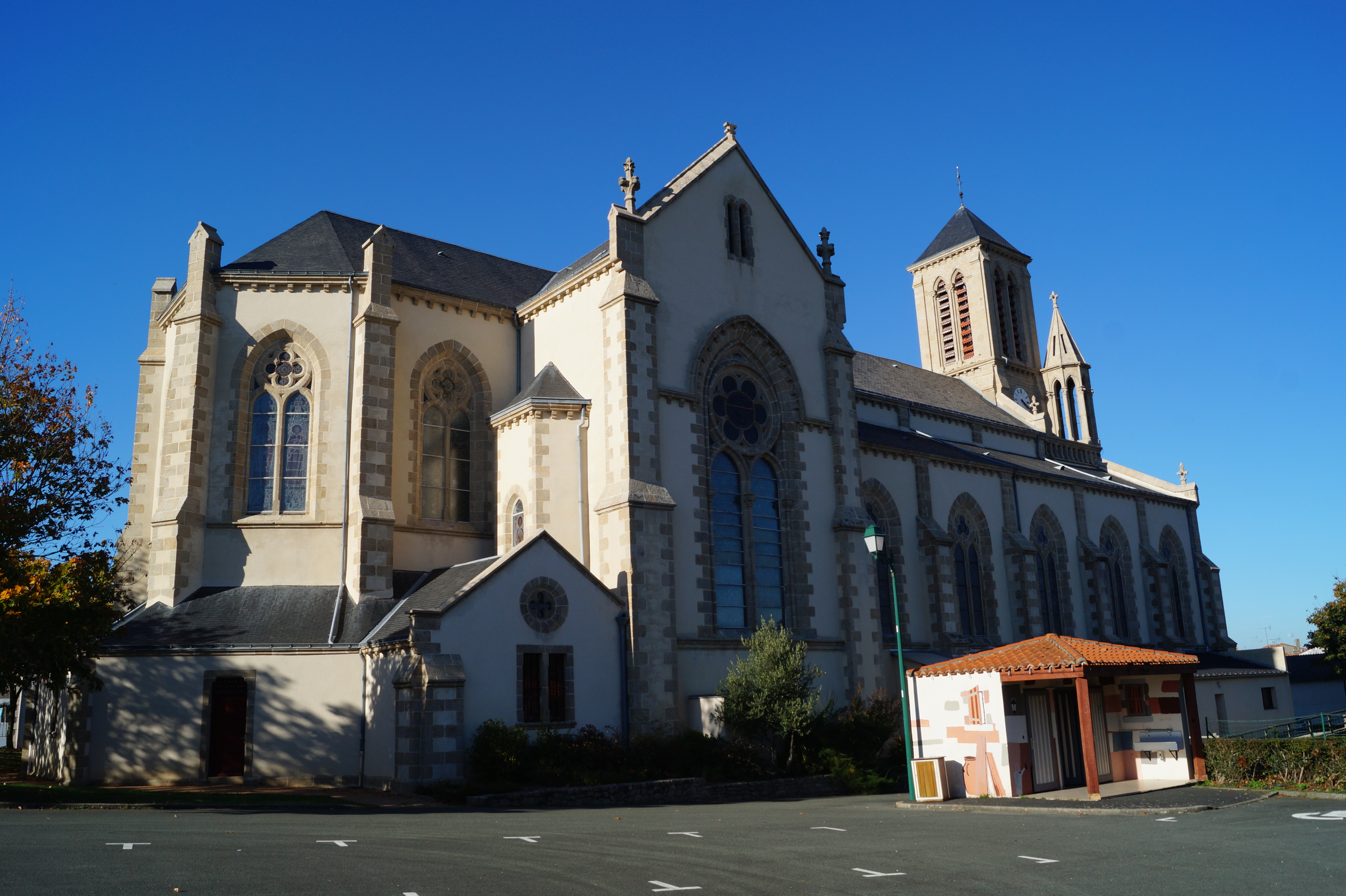
Церковь Святого Максентия
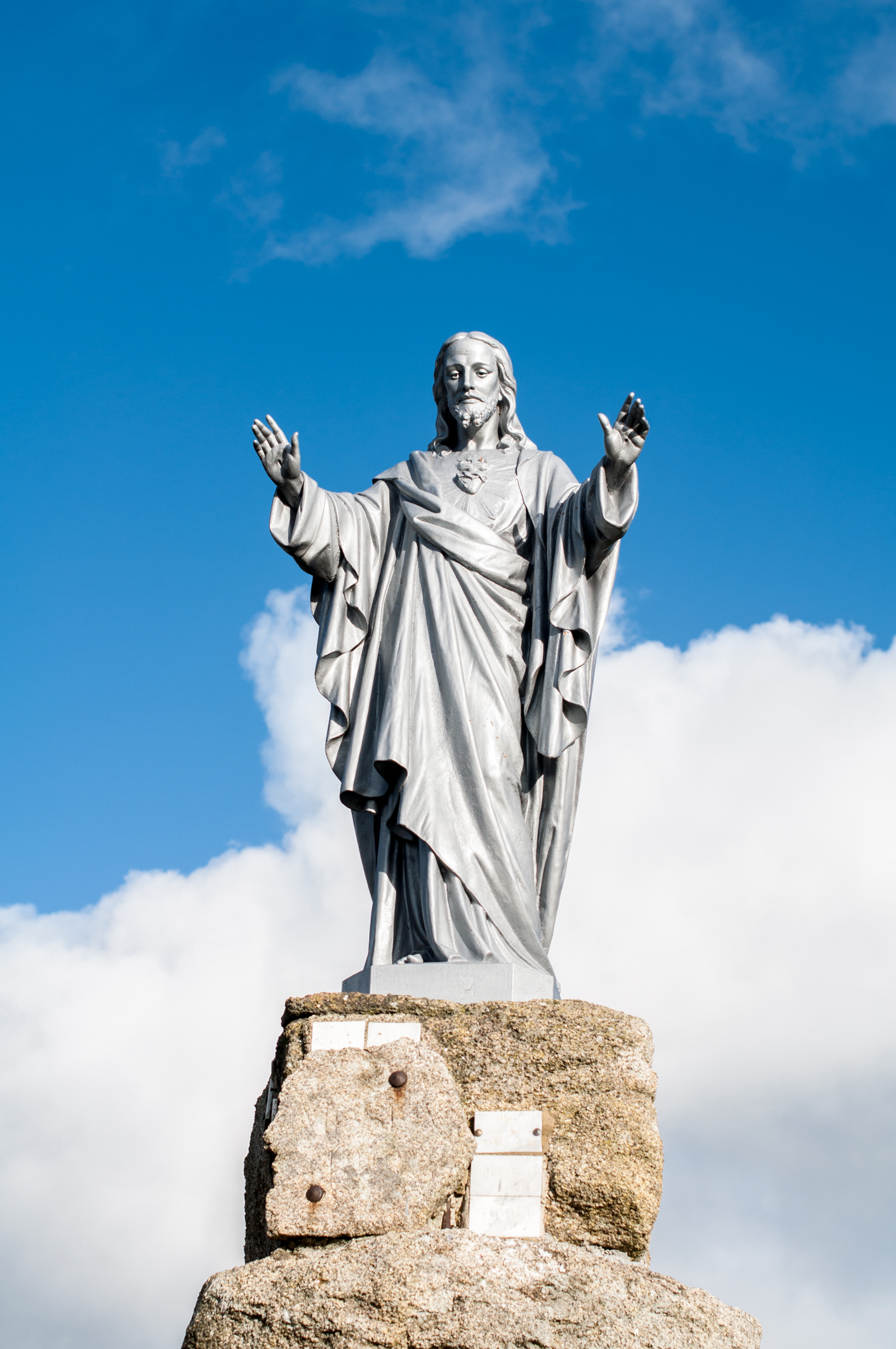
Статуя Христа на дольмене